# Наурат (Вальд)
Наурат (нем. Naurath) — община в Германии, в земле Рейнланд-Пфальц.
Входит в состав района Трир-Саарбург. Подчиняется управлению Хермескайль. Население составляет 230 человек (на 31 декабря 2010 года). Занимает площадь 5,58 км².